# Kamehameha Highway
La Kamehameha Highway è un insieme di strade statali che percorre, con un percorso semi-circolare, parte dell'isola di Oahu nello stato delle Hawaii (Stati Uniti).
È così denominata in onore del re Kamehameha I.

## Percorso
La strada inizia come Hawaii Route 99 nei pressi della periferia nord-occidentale della capitale Honolulu, più precisamente in prossimità dell'incrocio fra la Hawaii Route 92 e la Interstate H-1, vicino a Pearl Harbor. Dopo il passaggio ai bordi del centro abitato di Pearl City, il percorso della strada si sviluppa verso nord passando dalle zone interne dell'isola. Presso Wahiawa, la Kamehameha Highway lascia la Route 99 per diventare parte della Route 80. Poco più di 3 chilometri più avanti, la strada torna ad essere Route 99 fino alle porte di Waialua, dove la stessa Route 99 termina. Da quel punto, la Kamehameha Highway coincide con il percorso della Route 83, che va dal centro abitato di Haleiwa a quello di Kaneohe, iniziando allo stesso tempo a correre a ridosso del mare lungo la costa di North Shore. Per un tratto di circa 9 chilometri, quello compreso fra Kahaluu e Kaneohe, il percorso abbandona la Route 83 per continuare a percorrere la costa. Nell'ultimo tratto, quello che va da Kaneohe a Maunawili, la Kamehameha Highway torna ad essere Route 83.